# کارگزار دانشی
کارگزار دانشی یا واسط دانشی (به انگلیسی: Knowledge broker) یک واسطه (سازمان یا شخص) است که هدفش ایجاد رابطه و شبکه میان تولیدکنندگان و کاربران دانش با ارائه پیوندها، منابع دانش و در برخی موارد خود دانش به سازمان‌های موجود در شبکه است.